# Polskärmsmotor

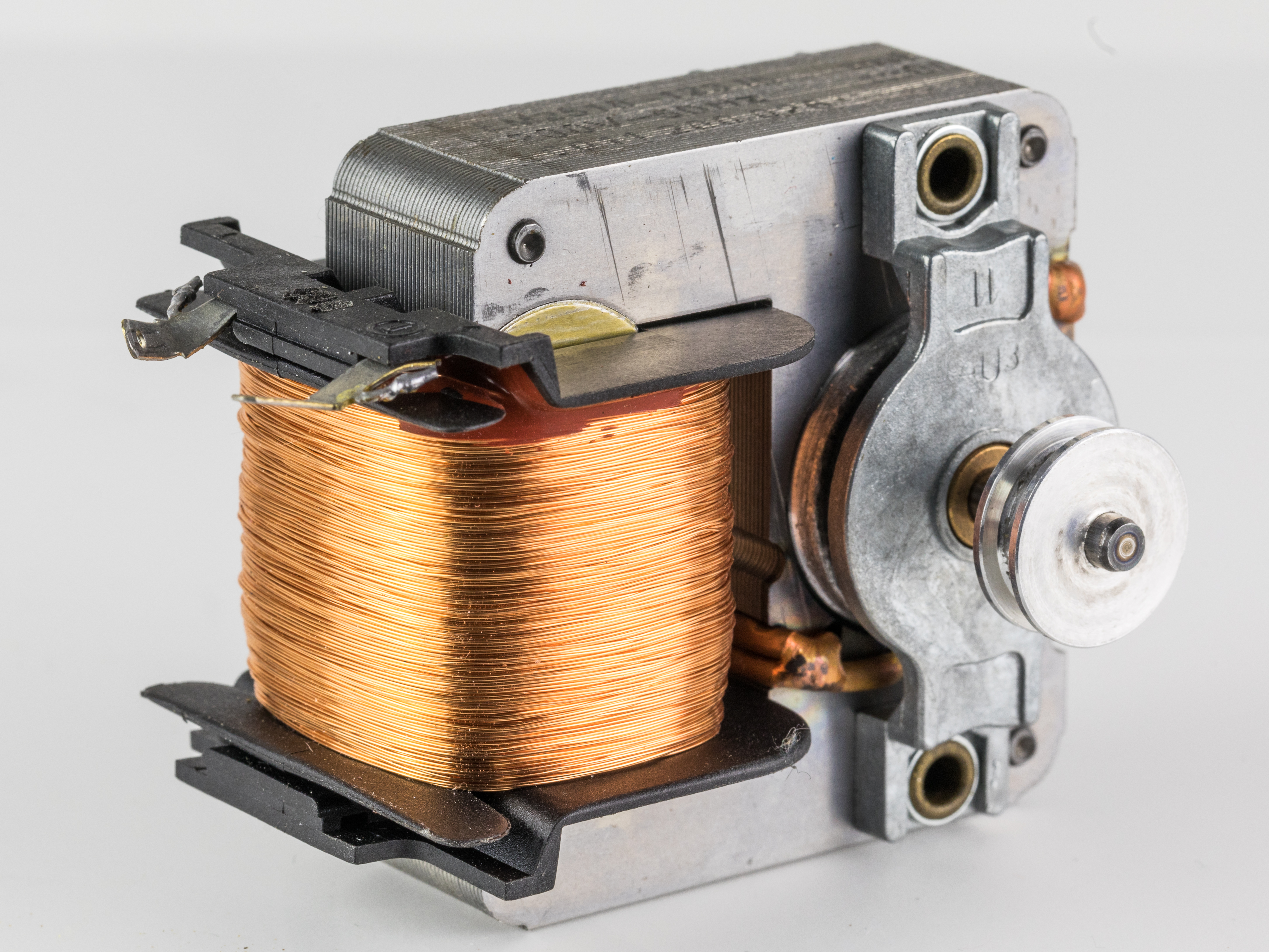
Typisk tvåpolig skärmpolmotor, med en effekt på enstaka watt.

Polskärmsmotorn (även spaltmotor förekommer) är en en-fas växelströmsmotor där hjälpfaserna istället för att kopplas mot matningen är induktivt kopplade mot arbetsfasen. Den kännetecknas av svagt vridmoment med låg verkningsgrad (<25%) men också oöverträffad enkelhet och pålitlighet eftersom den saknar både borstar, kommutator och kondensatorer vilket gör den i stort sett underhållsfri och är användbar i tillämpningar med låga effekter understigande 1kW. Den är till exempel mycket vanligt förekommande i mikrovågsungnar, där fläkten drivs av en skärmpolmotor.

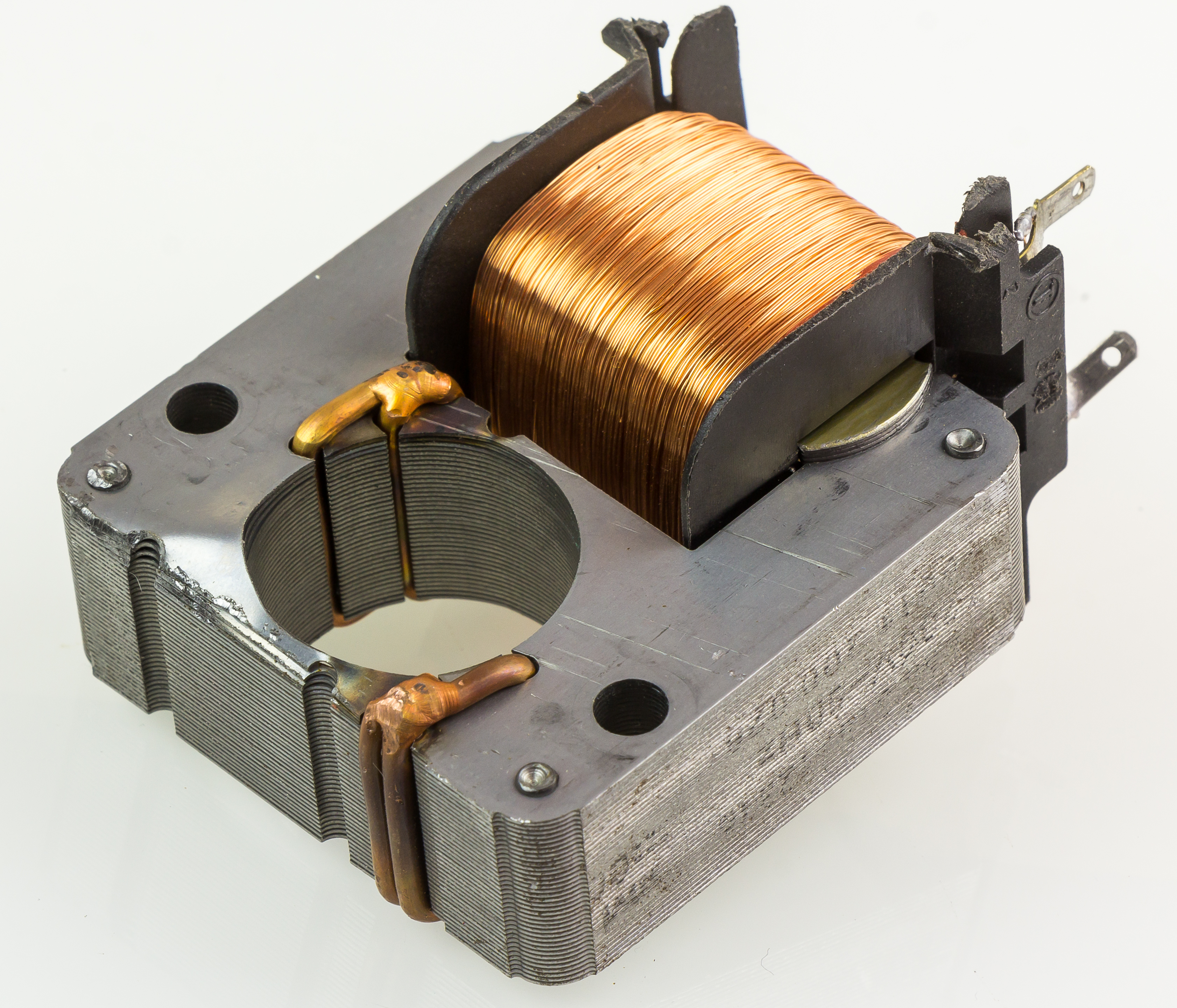
Frilagd stator med polbryggorna synliga.

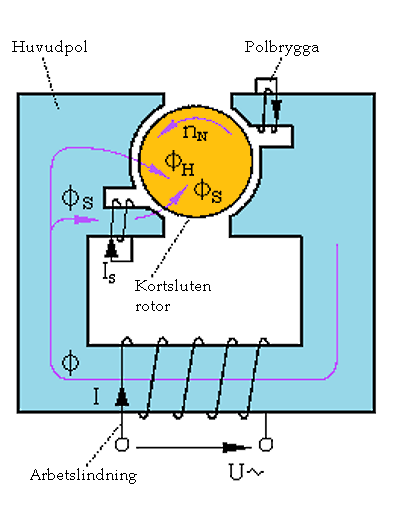
Magnetflödet i en tvåpolsskärmmotor.

Polskärmsmotorn förekommer som både två- och fyrpolig, och induktionen av hjälpfasen kan ske på två sätt, som dessutom kan kombineras. Antingen placeras polbryggor, exempelvis kopparringar, en bit in från polkanten, vilken då bildar den skärmade delen (medan den resterande delen är oskärmad) och/eller genom att dra ut polspetsarna så att magnetfälten delvis överlappar varandra och genom interferens skapar skärmade partier.
Ju större del som är skärmad, desto högre blir startmomentet men på bekostnad av fullmomentet då ju huvudfasens längd minskar i motsvarande grad.
När matningsspänningen är i stigande kommer den skärmade delen att genom Lenz lag ha ett svagt fält på grund av den motriktade strömmen ändringen skapar, medan arbetsfältet ökar i styrka.
Runt toppen av sinuskurvan är ändringen minimal, varför hjälp- och arbetsfas har samma fältflöde (vars styrka är proportionell mot andelen). 
Slutligen när spänningen sjunker kommer huvudfasens fält att avta, och därigenom inducera en motriktad ström som ger hjälpfasen ett starkt fält.
Efter detta går spänningen till negativ, och polerna byter plats varvid samma mönster upprepas. Detta ger det roterande magnetfält som driver rotorn.